# اريك ليمان
اريك ليمان (بالإنجليزية: Eric Lyman)‏ هو مؤرخ وصحفي أمريكي، ولد في 1965.